# Uckersdorf
Uckersdorf ist ein Stadtteil von Herborn im mittelhessischen Lahn-Dill-Kreis.

## Geografische Lage
Uckersdorf liegt nordwestlich der Kernstadt. Östlich des Ortes verläuft die Bundesautobahn 45. Durch das Dorf verläuft die Landstraße 3042. Im Ort mündet der Medenbach in den Ambach.

## Geschichte

### Ortsgeschichte
Am 9. September 1269 wird der Ort bekanntermaßen erstmals erwähnt. 1283 folgt die Ersterwähnung der Mühle.
Die erste Kapelle in Fachwerk wurde im Jahr 1643 erbaut. Das Rat-, Schul- und Spritzenhaus kam 1826 dazu. Im Bergbau wurden kurzzeitig Schwerspat vereinzelt Roteisenstein und zur Zeit des Baus der Bundesautobahn 45 in den 1960er Jahren Diabas abgebaut. Von 1906 bis 1995 fuhr die Westerwaldquerbahn am Ortsrand vorbei.
Hessische Gebietsreform (1970–1977)
Im Zuge der Gebietsreform in Hessen wurde die bis dahin selbständige Gemeinde Uckersdorf am 1. Dezember 1970 auf freiwilliger Basis in die Gemeinde Burg eingegliedert, die ihrerseits am 1. Januar 1977 durch das Gesetz zur Neugliederung des Dillkreises, der Landkreise Gießen und Wetzlar und der Stadt Gießen mit der Stadt Herborn und mehreren anderen Gemeinden zur heutigen Stadt Herborn zusammengeschlossen wurde. Für den Stadtteil Uckersdorf wurde, wie für die anderen nach Herborn eingegliederten Gemeinden, ein Ortsbezirk mit Ortsbeirat und Ortsvorsteher nach der Hessischen Gemeindeordnung eingerichtet.

### Verwaltungsgeschichte im Überblick
Die folgende Liste zeigt die Herrschaftsgebiete und Staaten, in denen Uckersdorf lag, bzw. die Verwaltungseinheiten, denen es unterstand:
- vor 1739: Heiliges Römisches Reich, Grafschaft/Fürstentum Nassau-Dillenburg, Amt Herborn
- ab 1739: Heiliges Römisches Reich, Fürstentum Nassau-Diez, Amt Herborn
- 1806–1813: Großherzogtum Berg, Département Sieg, Arrondissement Dillenburg, Kanton Herborn
- 1813–1815: Fürstentum Nassau-Oranien, Amt Herborn
- ab 1816: Herzogtum Nassau[Anm. 1], Amt Herborn
- ab 1849: Herzogtum Nassau, Kreisamt Herborn[Anm. 2]
- ab 1854: Herzogtum Nassau, Amt Herborn
- ab 1867: Norddeutscher Bund[Anm. 3], Königreich Preußen, Provinz Hessen-Nassau, Regierungsbezirk Wiesbaden, Dillkreis[Anm. 4]
- ab 1871: Deutsches Reich, Königreich Preußen, Provinz Hessen-Nassau, Regierungsbezirk Wiesbaden, Dillkreis
- ab 1918: Deutsches Reich, Freistaat Preußen, Provinz Hessen-Nassau, Regierungsbezirk Wiesbaden, Dillkreis
- ab 1932: Deutsches Reich, Freistaat Preußen, Provinz Hessen-Nassau, Regierungsbezirk Wiesbaden, Landkreis Dillenburg
- ab 1933: Deutsches Reich, Freistaat Preußen, Provinz Hessen-Nassau, Regierungsbezirk Wiesbaden, Dillkreis
- ab 1944: Deutsches Reich, Freistaat Preußen, Provinz Nassau, Dillkreis
- ab 1945: Amerikanische Besatzungszone, Groß-Hessen, Regierungsbezirk Wiesbaden, Dillkreis
- ab 1946: Amerikanische Besatzungszone, Hessen, Regierungsbezirk Wiesbaden, Dillkreis
- ab 1949: Bundesrepublik Deutschland, Hessen, Regierungsbezirk Wiesbaden, Dillkreis
- ab 1968: Bundesrepublik Deutschland, Hessen, Regierungsbezirk Darmstadt, Dillkreis
- ab 1970: Bundesrepublik Deutschland, Hessen, Regierungsbezirk Darmstadt, Dillkreis, Gemeinde Burg[Anm. 5]
- ab 1977: Bundesrepublik Deutschland, Hessen, Regierungsbezirk Darmstadt, Lahn-Dill-Kreis, Gemeinde Burg
- ab 1978: Bundesrepublik Deutschland, Hessen, Regierungsbezirk Darmstadt, Lahn-Dill-Kreis, Stadt Herborn[Anm. 6]
- ab 1981: Bundesrepublik Deutschland, Hessen, Regierungsbezirk Gießen, Lahn-Dill-Kreis, Stadt Herborn

### Bevölkerung

#### Einwohnerentwicklung
| Uckersdorf: Einwohnerzahlen von 1834 bis 2020 | Uckersdorf: Einwohnerzahlen von 1834 bis 2020 | Uckersdorf: Einwohnerzahlen von 1834 bis 2020 | Uckersdorf: Einwohnerzahlen von 1834 bis 2020 | Uckersdorf: Einwohnerzahlen von 1834 bis 2020 |
| --- | --------------------------------------------- | --------------------------------------------- | --------------------------------------------- | --------------------------------------------- |
| Jahr |                                               |                                               |                                               | Einwohner                                     |
| 1834 | 1834                                          |                                               | 348                                           | 348                                           |
| 1840 | 1840                                          |                                               | 355                                           | 355                                           |
| 1846 | 1846                                          |                                               | 383                                           | 383                                           |
| 1852 | 1852                                          |                                               | 390                                           | 390                                           |
| 1858 | 1858                                          |                                               | 392                                           | 392                                           |
| 1864 | 1864                                          |                                               | 393                                           | 393                                           |
| 1871 | 1871                                          |                                               | 367                                           | 367                                           |
| 1875 | 1875                                          |                                               | 358                                           | 358                                           |
| 1885 | 1885                                          |                                               | 391                                           | 391                                           |
| 1895 | 1895                                          |                                               | 403                                           | 403                                           |
| 1905 | 1905                                          |                                               | 446                                           | 446                                           |
| 1910 | 1910                                          |                                               | 462                                           | 462                                           |
| 1925 | 1925                                          |                                               | 474                                           | 474                                           |
| 1939 | 1939                                          |                                               | 576                                           | 576                                           |
| 1946 | 1946                                          |                                               | 692                                           | 692                                           |
| 1950 | 1950                                          |                                               | 696                                           | 696                                           |
| 1956 | 1956                                          |                                               | 729                                           | 729                                           |
| 1961 | 1961                                          |                                               | 788                                           | 788                                           |
| 1967 | 1967                                          |                                               | 915                                           | 915                                           |
| 1970 | 1970                                          |                                               | 1.085                                         | 1.085                                         |
| 1983 | 1983                                          |                                               | ?                                             | ?                                             |
| 1997 | 1997                                          |                                               | 1.189                                         | 1.189                                         |
| 1999 | 1999                                          |                                               | 1.180                                         | 1.180                                         |
| 2003 | 2003                                          |                                               | 1.132                                         | 1.132                                         |
| 2008 | 2008                                          |                                               | 1.076                                         | 1.076                                         |
| 2011 | 2011                                          |                                               | 1.038                                         | 1.038                                         |
| 2014 | 2014                                          |                                               | 1.034                                         | 1.034                                         |
| 2018 | 2018                                          |                                               | 1.056                                         | 1.056                                         |
| 2020 | 2020                                          |                                               | 1.005                                         | 1.005                                         |
| Datenquelle: Historisches Gemeindeverzeichnis für Hessen: Die Bevölkerung der Gemeinden 1834 bis 1967. Wiesbaden: Hessisches Statistisches Landesamt, 1968. Weitere Quellen: nach 1970 Stadt Herborn: Einwohnerzahlen; Zensus 2011 |                                               |                                               |                                               |                                               |

#### Religionszugehörigkeit
| • 1885: | 386 evangelische (= 98,72 %), 2 katholische (= 0,51 %) und 3 (= 0,77 %) andere (= 0,77 %) Christen |
| • 1961: | 737 evangelische (= 93,53 %) und 35 (= 4,44 %) katholische Einwohner                               |

## Politik
Für Uckersdorf gibt es einen Ortsbeirat mit einem Ortsvorsteher. Der Ortsbeirat besteht aus sieben Mitgliedern. Nach den Kommunalwahlen in Hessen 2016 ist Frank Deworetzki Ortsvorsteher.

## Kultur und Sehenswürdigkeiten
Im Ort gibt es den Tierpark Herborn, einen Landschaftsgarten mit Nistplätzen, Volieren und Freigehegen für die verschiedensten Vogel- und Säugetierarten.
Kulturdenkmäler
siehe Liste der Kulturdenkmäler in Uckersdorf und Evangelische Kirche (Uckersdorf).

## Verkehr
Den öffentlichen Personennahverkehr stellt der VLD Wetzlar mit den Buslinien 510/511 und 515 sicher. In Uckersdorf Mitte befindet sich die Umsteigehaltestelle zwischen Linie 510/511 und 515.
Die Station Uckersdorf an der Westerwaldquerbahn (Herborn-Bahnhof Rennerod-Fehl-Ritzhausen-Westerburg-Wallmerod-Montabaur) ist ohne Schienenpersonennahverkehr (SPNV), da die Bahnstrecke stillgelegt und teilweise abgebaut wurde.

## Persönlichkeiten
- Marko Lehanka (* 1961), Bildhauer